# 6753 Fursenko
A 6753 Fursenko (ideiglenes jelöléssel 1974 RV1) a Naprendszer kisbolygóövében található aszteroida. Nyikolaj Sztyepanovics Csernih fedezte fel 1974. szeptember 14-én.